# Li Hongping
Li Hongping (República Popular China, 14 de febrero de 1963) es un clavadista o saltador de trampolín chino especializado en el trampolín de 3 metros, donde consiguió ser medallista de bronce mundial en 1986.

## Carrera deportiva
En el Campeonato Mundial de Natación de 1986 celebrado en Madrid (España), ganó la medalla de bronce en el trampolín de 3 metros, con una puntuación de 642 puntos, tras el estadounidense Greg Louganis (oro con 750 puntos) y su paisano chino Tan Liangde (plata con 692 puntos).